# Abderaman Koulamallah
Abderaman Koulamallah é um político chadiano.

## Biografia
Engajado na Frente de Libertação Nacional do Chade (FROLINAT) contra a presidência de François Tombalbaye e depois de Félix Malloum, ocupou vários cargos como ministro e conselheiro sob a presidência de Idriss Déby, antes de entrar em rebelião dentro das Frente Unida para a Mudança Democrática (FUC) de Mahamat Nour Abdelkerim.
Em 1996, foi impedido de concorrer à presidência por causa da origem sudanesa de sua mãe, mas seu meio-irmão (mesmo pai) foi autorizado a fazê-lo em 2006.
Koulamallah juntou-se então ao Rassemblement des forces pour le changement (RFC) de Timan Erdimi e em dezembro de 2007 tornou-se porta-voz do Comando Militar Unificado (CMU), reunindo a União das Forças para a Democracia e o Desenvolvimento (UFDD), o RFC e a UFDD-Fundamental). Ele é o presidente da União Democrática Chadiana (UDT).
Em 21 de março de 2008, anunciou que estava deixando o RFC e formando a União Democrática para a Mudança (UDC), que viria a integrar a Aliança Nacional.
Em janeiro de 2009, ele se juntou à União das Forças da Resistência (UFR), um agrupamento recém-criado dos oito principais movimentos armados de oposição ao presidente Idriss Déby e operando no leste do Chade; Koulamallah tornou-se seu porta-voz. Em maio de 2010, a UFR se dissolveu.
Em 7 de junho de 2011, encerrou seu exílio e, após um acordo com o governo chadiano, retornou ao Chade. Ele foi preso após uma sentença de prisão perpétua por "minar a segurança do Estado" antes de ser anistiado pelo presidente Déby dezessete dias depois. Assume a liderança do seu partido, a UDT, que é representada na Assembleia Nacional por um deputado.
De 24 de agosto de 2018 até a morte do presidente Idriss Déby, em abril de 2021, foi o conselheiro encarregado da missão à Presidência da República.
Em 2 de maio de 2021, o Conselho Militar de Transição (que assumiu o poder após a morte de Idriss Déby) nomeou Koulamallah para os cargos de Ministro das Comunicações e porta-voz do "governo de transição". Ele substitui Chérif Mahamat Zene.
Em outubro de 2022, após o fim do diálogo nacional inclusivo e soberano, é nomeado um novo governo. Abderaman Koulamallah é indicado a Ministro da Reconciliação Nacional no governo do primeiro-ministro Saleh Kebzabo..

## Livro
- La bataille de N'Djamena, 2 février 2008, L'Harmattan, 2015 ISBN 978-2343050775